# Jan I Tzimiskes
Jan I Tzimiskes (gr. Ιωάννης Τσιμισκής, ur. 11 grudnia 925, zm. 10 stycznia 976) – cesarz bizantyński od 11 grudnia 969 roku.

## Życiorys
Był synem siostry cesarza Nicefora II Fokasa, po zamordowaniu którego zdobył tron cesarski. Jego pierwszą żoną była Maria Skleraina, siostra Bardasa Sklerosa. Cesarzem został dzięki pomocy cesarzowej Teofano, wdowy po cesarzu Romanie II i Niceforze II.
Pod wpływem patriarchy Polieukta usunął z dworu Teofano. W listopadzie 970 roku za namową Bazylego paraikomomena ożenił się z Teodorą, córką cesarza Konstantyna VII Porfirogenety i siostrą cesarza Romana II.
Umocnił granice państwa na północy: pokonując księcia kijowskiego Światosława pod Dorostolon, w 971 roku przyłączył do Bizancjum wschodnią część Bułgarii. W walkach z Arabami w latach 974–975 odzyskał większą część Syrii.